# Felipe Varela
Felipe Varela je španělský módní návrhář.

## Počátky kariéry
Felipe Varela vystudoval design a návrhářství vzorů na Vyšší škole módního umění a technik (École supérieure des arts et techniques de la mode) v Paříži. Poté studoval na I.F.M., kde získal Oscara pro mladého návrháře.
Jako student v Paříži pracoval Varela pro mezinárodní módní domy, jako jsou Kenzo, Dior, Thierry Mugler, Lanvin, Angelo Tarlazzi a Torrente.

## Vlastní značka
V lednu 1996 přijel Varela do Madridu, kde založil svou stejnojmennou značku Felipe Varela. V roce 1996 začal předvádět svou tvorbu na Madrid Fashion Week. V roce 1998 otevřel svůj první madridský obchod na ulici José Ortega y Gasset 30.
V roce 2000 otevřel síť butiků Felipe Varela v obchodních domech El Corte Inglés.
V roce 2016 se Felipe Varela v rámci 20. výročí značky vrátil na Madrid Fashion Week s kolekcí nazvanou Crystal Army. V rámci tohoto výročí uvádí na trh novou značku s názvem VARELA, která zachovává všechny klíčové aspekty značky Felipe Varela, ale více se zaměřuje na mladší klientelu.

## Významní klienti
Šaty od Felipe Varely na sebe oblékla španělská královna Letizia, a to při příležitosti uvítání prezidenta Sarkozyho a Carly Bruniové ve Španělsku v roce 2009. Rovněž Varelovy šaty oblékla a na svatbě prince Williama a Catherine Middletonové v roce 2011.